# Jean Caffarelli
Jean de Caffarelli, né le 5 janvier 1855 à Leschelle (Aisne) et mort le 23 décembre 1911 à Leschelle, est un homme politique français.

## Biographie
Fils d'Eugène Auguste de Caffarelli, petit-fils du général Auguste Caffarelli, petit-neveu de Joseph Caffarelli, de Louis Marie Maximilien de Caffarelli du Falga, de Charles Ambroise de Caffarelli du Falga et de Jean-Baptiste de Caffarelli du Falga, il quitte rapidement l'armée pour se consacrer à la gestion de ses domaines dans l'Aisne. Maire de Leschelle, il est député de l'Aisne de 1889 à 1893 et de 1902 à 1906. Il siège d'abord comme boulangiste, puis au groupe de l'Action libérale au cours de son deuxième mandat. 

## Sources
- « Jean Caffarelli », dans le Dictionnaire des parlementaires français (1889-1940), sous la direction de Jean Jolly, PUF, 1960 [détail de l’édition]